# Bariera krew-jądro

Ściana kanalika nasiennego:
7. komórka Sertolego
8. połączenie międzykomórkowe (obwódka zamykająca)
Legenda (pozostałe elementy)
1. błona podstawna
2. spermatogonium
3. spermatocyt I rzędu
4. spermatocyt II rzędu
5. spermatyda
6. dojrzała spermatyda

Bariera krew–jądro – fizyczna bariera pomiędzy naczyniami krwionośnymi a jądrem.
Barierę tworzą:
- śródbłonek naczyń włosowatych
- błona własna kanalika nasiennego jądra
- połączenia międzykomórkowe komórek Sertolego.

Bariera krew–jądro selekcjonuje substancje pobierane z krwi, zapobiega kontaktowi komórek plemnikotwórczych z antygenami i przeciwciałami, natomiast umożliwia przenikanie hormonów glikoproteinowych i steroidowych (na przykład folikulotropiny).

Przeczytaj ostrzeżenie dotyczące informacji medycznych i pokrewnych zamieszczonych w Wikipedii.